# The Charm the Fury
The Charm the Fury war eine 2010 gegründete Metalcore-/Post-Hardcore-Band aus Amsterdam, Niederlande. Die Band stand zuletzt bei Arising Empire und bei Nuclear Blast unter Vertrag.

## Geschichte
Die Band wurde im Jahr 2010 in der niederländischen Hauptstadt Amsterdam gegründet und besteht aus Frontsängerin Caroline Westendorp, den beiden Gitarristen Mathijs Parent und Rolf Perdok, dem Bassisten Lucas Arnoldussen sowie dem Schlagzeuger Mathijs Tieken.
Am 28. Mai 2012 erschien die Debüt-EP namens The Social Meltdown, welche u. a. beim Radiosender BBC Radio One, dem Kerrang! und im Metal Hammer Anklang finden konnte. Es folgten Konzerte im Vorprogramm von I Killed the Prom Queen, Oh, Sleeper und Textures, sowie ein Auftritt auf dem Groezrock in Belgien.
Am 16. September 2013 erschien mit A Shade of My Former Self das Debütalbum über Listenable Records in Europa und einen Tag später über Pavement Entertainment in Nordamerika. Am 10. November 2013 spielte die Gruppe im Rahmen der Warped Tour in Eindhoven. Dort spielte die Gruppe auf der Monster Energy North Stage mit John Coffey, Memphis May Fire, The Maine und We Came as Romans. Fünf Tage später spielte die Gruppe in London, ebenfalls im Rahmen der Warped Tour. Dort spielte die Band auf der Kevin Says Stage.
Zwischen dem 16. Januar 2014 und dem 28. Februar 2014 tourte die Gruppe auf zehn Konzerte durch die Niederlande. Am 21. Juni 2014 spielte The Charm the Fury auf dem Summerblast Festival im Exzellenzhaus in Trier. Dort war die Gruppe auf der Outdoor Stage unter anderem mit Stick to Your Guns, Caliban, Hundredth, Letlive, Bury Tomorrow, Walls of Jericho und Betraying the Martyrs zu sehen. Die Gruppe wurde gemeinsam mit Polar als Ersatz für die abgesagten Rotting Out und Memphis May Fire bestätigt. Sechs Tage später spielte die Gruppe auf dem Mair1 Festival in Montabaur. Die Gruppe war auf der Painstage mit To the Rats and Wolves, The Green River Burial, Choking on Illusions und Science of Sleep zu sehen.
Am 24. Juni 2014 wurde berichtet, dass die Gruppe interessiert sei, die Niederlande beim Eurovision Song Contest im Jahr 2015 zu vertreten. Allerdings standen zu diesem Zeitpunkt keine Kandidaten für den nationalen Vorentscheid fest.
Die Gruppe wechselte zu Arising Empire, dem Tochterlabel von Nuclear Blast, und kündigten die Veröffentlichung des zweiten Studioalbums The Sick, Dumb and Happy für den 17. März 2017 an.
2017 gingen sie als Vorgruppe mit Eluveitie und Amaranthe auf Tour. Am 20. November 2018 gaben die Musiker die sofortige Auflösung der Band bekannt. Als Begründung für diesen Schritt nannte die Band den Ausstieg der beiden Gitarristen Mathijs Parent und Rolf Perdok sowie die finanzielle Situation der übrigen Musiker.

## Stil
Hendrik Lukas beschreibt den Musikstil als Metalcore, welcher mit „Emo- und Screamo-Versatzstücke“ angereichert ist. Als musikalische Einflüsse nennt er Gruppen wie Underoath und Every Time I Die.

## Diskografie

### EPs
- 2012: The Social Meltdown (VHmetal Records)

### Alben
- 2013: A Shade of My Former Self (Listenable Records, Pavement Entertainment)
- 2017: The Sick, Dumb & Happy (Arising Empire, Nuclear Blast)